# Квалификације за Светско првенство за жене 2011. (плеј-оф УЕФА−Конкакаф)
Плеј-оф утакмица УЕФА−Конкакаф у квалификационом такмичењу за Светско првенство у фудбалу за жене 2011. био је двомеч код куће и у гостима који је одредио једно место на финалном турниру који се одржао у Немачкој. У плеј-офу су учествовали репрезентација САД из Конкакафа и Италија из УЕФА.

## Квалификовани тимови
Из УЕФА, Италија се квалификовала савладавши Украјину и Швајцарску у репесаж плеј-офу. Италија је поражена од Француске у фази директних квалификација за УЕФА.
Из Конкакафа, Сједињене Државе су се квалификовале победивши Костарику у плеј-офу за треће место. САД су поражене од Мексика у полуфиналу, што је њихов први пораз у женском златном купу и први пораз од Мексика.
| Конфедерација | Резултат                                                  | Екипа            |
| ------------- | --------------------------------------------------------- | ---------------- |
| УЕФА          | Репасаж II плеј-оф − победник                             | Италија          |
| Конкакаф      | Конкакафове квалификације за Светско првенству − 3. место | Сједињене Државе |

## Утакмице
Жреб за редослед утакмица одржан је у седишту ФИФА у Цириху, Швајцарска, 17. марта 2010. Утакмице су одигране 20. и 27. новембра 2010. године.
| Тим #1  | рез.  | Тим #2           | прва утакмица | друга утакмица |
| ------- | ----- | ---------------- | ------------- | -------------- |
| Италија | 0 : 2 | Сједињене Државе | 0 : 1         | 0 : 1          |

| Италија | 0 : 1    | Сједињене Државе   |
| ------- | -------- | ------------------ |
|         | Извештај | Алекс Морган 90+4’ |

| Сједињене Државе | 1 : 0    | Италија |
| ---------------- | -------- | ------- |
| Еми Родригез 40’ | Извештај |         |

Сједињене Државе су у укупном скору победиле са 2 : 0 и квалификовале се за Светско првенство у фудбалу за жене 2011..

## Голгетери
Укупно је постигнуто  2 голова у 2 утакмица, с просеком од 1 гол по утакмици.